# Луисвилл Сити
«Лу́исвилл Си́ти» (англ. Louisville City FC) — американский профессиональный футбольный клуб из города Луисвилл, штата Кентукки. Выступает в Чемпионшипе ЮСЛ, второй по уровню футбольной лиге США.

## История
3 июня 2014 года было объявлено, что франшиза лиги USL Pro «Орландо Сити» переедет в Луисвилл, где с 2015 года начнёт выступать под названием «Луисвилл Сити». Клуб MLS «Орландо Сити» сохранил миноритарную долю в «Луисвилл Сити», который стал его фарм-клубом. Клуб сохранил цвета «Орландо Сити», а его первым главным тренером стал бывший игрок и ассистент главного тренера «Орландо Сити» Джеймс О’Коннор.
Свой дебютный матч в USL «Луисвилл Сити» провёл 28 марта 2015 года, обыграв «Сент-Луис» со счётом 2:0 благодаря голам Магнуса Расмуссена и Чарли Адамса в присутствии 6067 болельщиков на «Луисвилл Слаггер Филд». В своём дебютном сезоне 2015 клуб занял второе место в лиге по количеству набранных очков. В плей-офф «Луисвилл Сити» дошёл до финала Восточной конференции, где уступил со счётом 0:1 будущему чемпиону лиги «Рочестер Райнос».
Начиная с сезона 2016, «Орландо Сити» прекратил аффилиацию с «Луисвилл Сити», запустив в USL свою резервную команду «Орландо Сити B», но сохранил свою 10-процентную долю в клубе. В сезоне 2016 «Луисвилл Сити» второй год подряд занял второе место в лиге и также завершил сезон поражением в финале Восточной конференции, на этот раз по пенальти уступив будущему чемпиону лиги «Нью-Йорк Ред Буллз II».
В сезоне 2017, когда USL в пирамиде футбольных лиг США поднялась с третьего уровня на второй, «Луисвилл Сити» впервые стал чемпионом лиги. Клуб занял первое место в Восточной конференции и второе в общем зачёте. В плей-офф «Луисвилл Сити» второй раз подряд в финале Восточной конференции встретился с «Нью-Йорк Ред Буллз II» и взял реванш за прошлогоднее поражение по пенальти, также вырвав победу по пенальти. В Кубке USL 2017 «Луисвилл Сити» обыграл «Своуп Парк Рейнджерс» со счётом 1:0 благодаря голу Кэмерона Ланкастера.
29 июня 2018 года Джеймс О’Коннор ушёл в «Орландо Сити». Временно тренировать клуб было поручено триумвирату игроков — Джордж Дэвис IV, Паоло Дельпикколо и Люк Спенсер. 2 августа 2018 года главным тренером клуба был назначен Джон Хакуорт. 8 ноября 2018 года «Луисвилл Сити» выиграл второй подряд Кубок USL, победив «Финикс Райзинг» со счётом 1:0 благодаря голу Люка Спенсера.
В сезоне 2019 «Луисвилл Сити» в третий раз подряд дошёл до матча за чемпионский титул, но в финале Чемпионшипа ЮСЛ проиграл «Реал Монаркс» со счётом 1:3.
13 января 2020 года Джеймс О’Коннор вернулся в клуб в новом качестве — исполнительного вице-президента по развитию. В сезоне 2020 «Луисвилл Сити» занял первое место в конференции, а в плей-офф был остановлен в финале конференции «Тампа-Бэй Раудис».
27 апреля 2021 года Хакуорт и «Луисвилл Сити» пришли к взаимному соглашению о расторжении контракта. В должность главного тренера временно вступил технический директор Дэнни Круз. 11 октября 2021 года он был назначен главным тренером на постоянной основе. В сезоне 2021 «Луисвилл Сити» стал вторым в конференции, а в плей-офф вновь не смог пройти «Тампа-Бэй Раудис» в финале конференции.
В сезоне 2022 «Луисвилл Сити» финишировал первым в конференции, и дошёл до финала Чемпионшипа ЮСЛ, где проиграл «Сан-Антонио» со счётом 1:3.

## Главные тренеры
- Джеймс О’Коннор (4 июня 2014 — 29 июня 2018)
- Джордж Дэвис IV, Паоло Дельпикколо и Люк Спенсер (29 июня 2018 — 2 августа 2018)
- Джон Хакуорт (2 августа 2018 — 27 апреля 2021)
- Дэнни Круз (27 апреля 2021 — 11 октября 2021, и. о.; 11 октября 2021 — н. в.)

## Достижения
- Чемпион USL: 2017, 2018